# Shozin Fukui
Shozin Fukui (福居ショウジン Fukui Shojin?) Es un director de cine y guionista japonés. Ha producido dos cortometrajes experimentales (Gerorisuto, y Caterpillar) y dos películas de larga duración (964 Pinocho y Rubber's Lover). Estas cuatro películas están ampliamente disponibles. Ha publicado cuatro películas más desde entonces (Onne, Den-Sen, The Hiding y 「S-94」). Estas son casi completamente desconocidas fuera de Japón.
964 Pinocho y Rubber's Lover son considerados importantes películas, núcleo del género cyberpunk japonés.
964 Pinocho se compara a menudo de Shinya Tsukamoto clásico cyberpunk Tetsuo: The Iron Man; Fukui trabajó en el equipo de Tetsuo. Muchos fanes y críticos consideran Fukui de estética a ser lo suficientemente divergentes de Tsukamoto de por sus películas que destacan por su cuenta, incluso teniendo en cuenta las similitudes muy profundas.

## Filmografía
- Metal Days (1986)
- Gerorisuto (1986)
- Caterpillar (1988)
- 964 Pinocchio (1991)
- Rubber's Lover (1996)
- Onne (2006)
- Den-Sen (2006)
- Derenai (2007)
- The Hiding (2008)
- S-94 (2009)

- Datos: Q7503335